# Vilipendio alla bandiera

Verde: legale; Rosso: illegale nei confronti di bandiere nazionali; Rosso scuro: illegale nei confronti di bandiere nazionali od internazionali; Arancione: illegale nei confronti di bandiere internazionali; Grigio: sconosciuto

Con la locuzione di vilipendio alla bandiera o profanazione della bandiera ci si riferisce ad atti oltraggiosi e privi di qualsiasi protocollo legale commessi nei confronti del primo emblema di uno Stato, ovvero la bandiera nazionale. Siano essi la distruzione (come ad esempio il rogo in pubblico e la mutilazione del suo tessuto) o particolari usi (come la vendita illegale o per meri scopi commerciali), in molti Paesi del mondo vi sono leggi che reprimono tali gesti. In altri Paesi, per contro, non è vietato l'atto di bruciare una bandiera, in quanto manifestazione della libertà di pensiero.
Come spesso accade, il vilipendio alla bandiera è un'azione condotta dai cittadini di un Paese contro il proprio governo, ritenuto da essi troppo corrotto e oppressivo, oppure come protesta contro un altro stato (ad esempio: durante la rivoluzione ungherese del 1956, i cittadini magiari eliminarono tramite un taglio circolare il simbolo comunista dalla loro bandiera nazionale).

## Stati per giurisdizione

### Algeria
In Algeria, il vilipendio alla bandiera è un crimine. Secondo l'articolo 160 bis del Codice Penale Algerino, la distruzione, la distorsione o la profanazione intenzionale e pubblica della bandiera nazionale è punibile con la reclusione da 5 a 10 anni.
Nel 2010, un tribunale algerino ha condannato 18 persone per aver profanato la bandiera e le ha punite fino a 6 anni di reclusione e 10.000 dollari di multa dopo le proteste per il lavoro e l'alloggio.

### Argentina
Il codice penale (Código Penal) al suo articolo 222 criminalizza la profanazione pubblica della bandiera nazionale, dello stemma, dell'inno nazionale o di qualsiasi simbolo provinciale, imponendo da 1 a 4 anni di reclusione.

### Armenia
Il codice penale armeno punisce qualsiasi insulto alla Bandiera dell'Armenia (nonché allo stemma e all'Inno nazionale) con lavori socialmente utili fino a due anni o con la reclusione fino a un anno.

### Australia
La profanazione della Bandiera dell'Australia non è, di per sé, illegale in Australia, tuttavia vi sono disposizioni che ne limitano il vilipendio.

### Austria
In Austria la profanazione della bandiera è illegale. I trasgressori possono essere multati o puniti fino a 6 mesi di reclusione. La profanazione di bandiere di stati esteri o organizzazioni internazionali può essere punita se l'Austria intrattiene relazioni diplomatiche con loro o appartiene alla rispettiva organizzazione.

### Belgio
La profanazione della bandiera non è vietata dalla legge belga. I nazionalisti fiamminghi hanno bruciato bandiere belghe in almeno un'occasione.

### Brasile
La legge brasiliana numero 5700, capitolo V, del 1971, riguarda il rispetto e la bandiera nazionale:
L'articolo 30 stabilisce che, quando la bandiera viene issata o calata, tutti i presenti devono assumere un atteggiamento rispettoso, stando in silenzio. I maschi devono rimuovere eventuali copricapi. Il personale militare deve salutare o presentare armi secondo i regolamenti interni del proprio corpo.
L'articolo 31 stabilisce che è vietato:
1. Issare qualsiasi bandiera nazionale che sia in cattive condizioni;
2. Alterare le proporzioni, i colori, la forma o l'etichetta della bandiera nazionale o deturparla con altre iscrizioni;
3. Usare la bandiera nazionale come vestito, copri bocca, drappeggio, tovaglia o tovagliolo, tovagliato, rivestimento del podio o come copertura per oggetti che devono essere inaugurati;
4. Utilizzare la bandiera nazionale come etichetta o involucro per i prodotti in vendita.

L'articolo 32 stabilisce che le bandiere in cattive condizioni devono essere inviate all'unità militare più vicina per l'incenerimento il giorno della bandiera secondo procedure cerimoniali.
L'articolo 33 stabilisce che, ad eccezione delle missioni diplomatiche come ambasciate e consolati, nessuna bandiera straniera può essere sventolata senza una bandiera brasiliana delle stesse dimensioni in posizione prominente accanto ad essa.

### Canada
Il Canada non ha leggi che vietino l'incendio o la profanazione di bandiere. Atti di questa natura sono forme di espressione protette dalla Carta canadese dei diritti e delle libertà.

### Cina

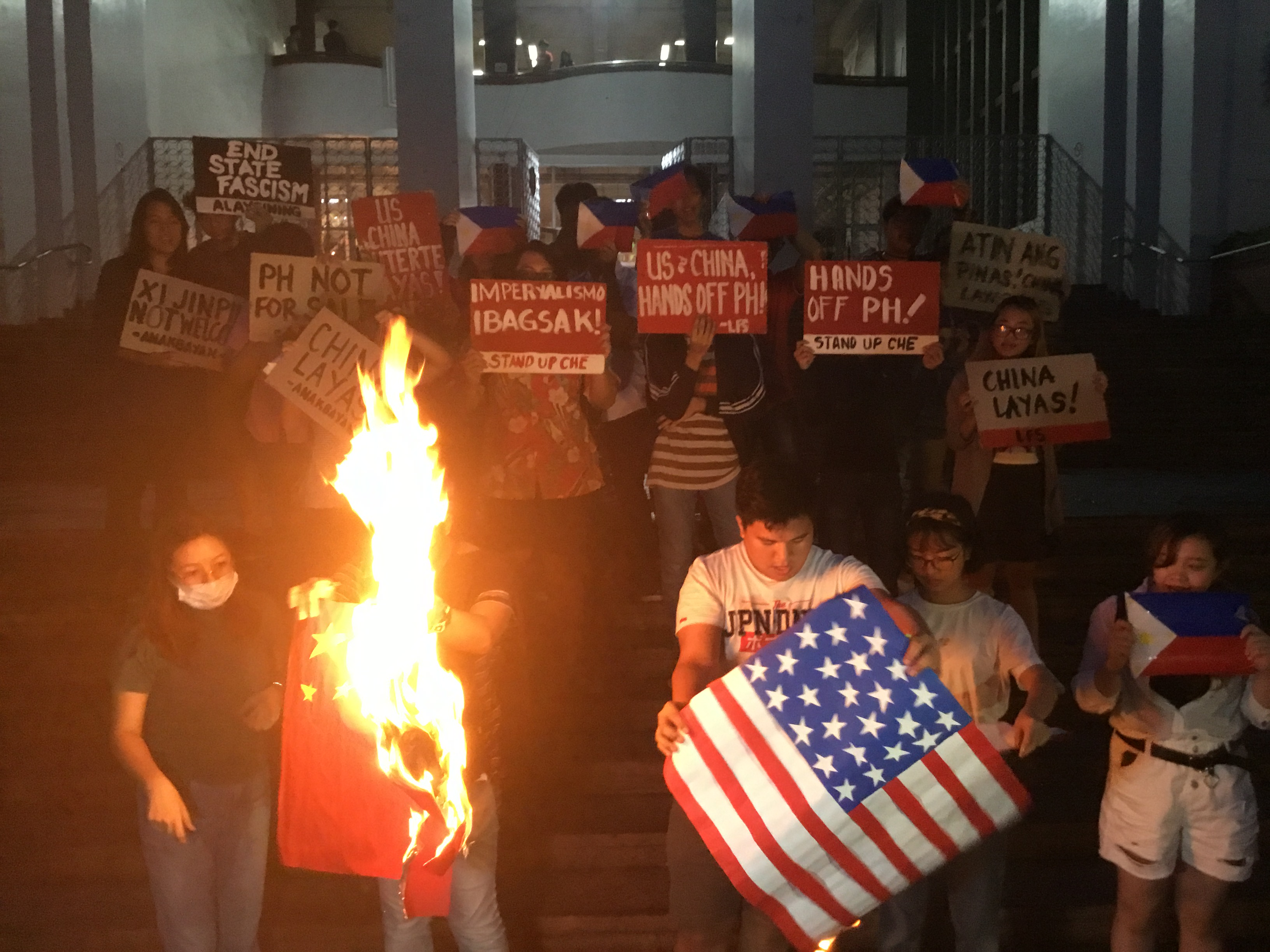
Studenti filippini bruciano le bandiere di Cina e Stati Uniti per protestare contro la loro minaccia ai danni della sovranità filippina.

La profanazione della bandiera è vietata in Cina. Il codice penale prevede la reclusione fino a tre anni, la detenzione penale, la sorveglianza pubblica o la privazione dei diritti politici per chiunque profani la bandiera nazionale o l'emblema nazionale della Repubblica popolare cinese bruciando, mutilando, scarabocchiando intenzionalmente, profanandolo o calpestandolo in luogo pubblico.

### Croazia
In Croazia è illegale commettere un vilipendio nei confronti di bandiere nazionali od internazionali. I trasgressori sono puniti fino a un anno di reclusione.

### Danimarca
In Danimarca è legale bruciare o profanare la bandiera nazionale. È illegale bruciare o profanare pubblicamente le bandiere di Paesi stranieri, delle Nazioni Unite e del Consiglio d'Europa secondo la sezione 110(e) del codice penale danese.

### Filippine
Il codice araldico delle Filippine dichiara che è un atto proibito mutilare, deturpare, contaminare, calpestare o disprezzare o commettere qualsiasi atto o omissione che getta disonore o ridicolo sulla bandiera o sulla sua superficie;
Qualsiasi persona o ente giudiziario che violi una qualsiasi delle disposizioni della presente legge sarà, previa condanna, punita con una multa non inferiore a ₱ 5000 e non superiore a ₱ 20000, o con la reclusione per non più di un (1) anno, o sia la multa che la reclusione, a discrezione del tribunale.

### Finlandia
Secondo la legge sulla bandiera finlandese, è illegale profanare la bandiera, trattarla in modo irrispettoso o rimuoverla da un luogo pubblico senza autorizzazione.

### Francia
Secondo la legge francese, una persona che oltraggia l'inno nazionale francese o la bandiera nazionale durante un evento organizzato o regolamentato da autorità pubbliche è punito con una multa di 7.500 € e sei mesi di reclusione, se eseguita in un raduno. La legge prende di mira i comportamenti oltraggiosi durante le cerimonie pubbliche e i grandi eventi sportivi.

### Germania

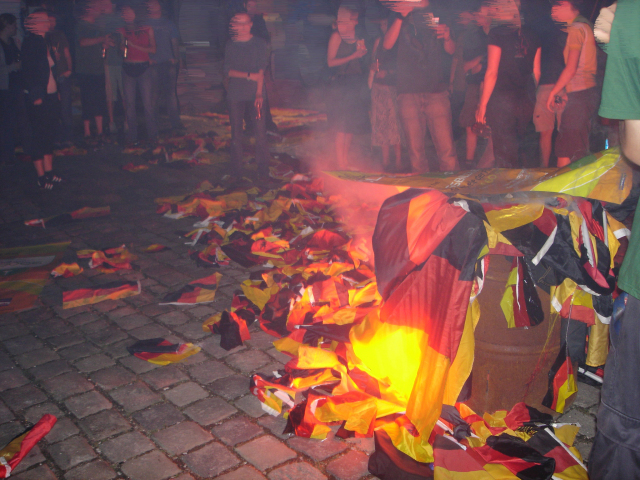
Bandiere tedesche bruciate in una protesta a Norimberga

Secondo il Codice penale tedesco, è illegale mancare di rispetto in pubblico alla bandiera della Germania e qualsiasi bandiera dei suoi Stati federati. I trasgressori possono essere multati o condannati a un massimo di tre anni di reclusione, oppure multati o condannati a un massimo di cinque anni di reclusione se l'atto è stato intenzionalmente utilizzato per sostenere l'eradicazione della Repubblica federale di Germania o per violare i diritti costituzionali. Le condanne effettive per violazione del codice penale devono essere bilanciate con il diritto costituzionale alla libertà di espressione, come stabilito più volte dalla corte costituzionale tedesca.
La legge originale del 1932 fu ampliata nel 1935 per includere la bandiera della Germania nazista.
Dal 2020 è punibile con la reclusione fino a tre anni il vilipendio di bandiere di altri Paesi. La riforma legislativa è stata una reazione esplicita al ripetuto rogo di bandiere israeliane durante le proteste aventi per oggetto lo stato ebraico.

### Giappone
In Giappone, ai sensi del capitolo 4, articolo 92 del codice penale, qualsiasi dissacrazione della bandiera e del simbolo nazionale di una nazione straniera riconosciuta per disonorare quella particolare nazione è vietata e punibile con multe o lavoro penale, ma solo su denuncia del governo straniero.
Tuttavia, non c'è mai stata una legge che vieti esplicitamente la profanazione della bandiera giapponese, l'Hinomaru. In assenza di tale legge, l'atto di profanazione è protetto dall'articolo 21 sulla libertà di parola della Costituzione del Giappone.

### Hong Kong
Hong Kong ha incorporato le leggi cinesi riguardo il vilipendio della bandiera assieme all'ordinanza riguardo l'adotto dell'emblema e bandiera nazionali nel 1997. Le ordinanze vietano la profanazione della bandiera cinese e della bandiera di Hong Kong attraverso metodi che includano bruciare, mutilare, scarabocchiare, profanare o calpestare.

### India
Il Codice della bandiera indiana regola l'uso della bandiera dell'India. Il Bureau of Indian Standards è incaricato della fabbricazione della bandiera secondo le linee guida espresse nel codice.
Il Codice è stato spesso criticato per essere troppo rigido e per impedire ai cittadini comuni di esporre la bandiera su case od altri edifici. Per molti anni, solo gli edifici del governo hanno potuto dispiegare la bandiera.

### Iraq
Nel 2004, molte copie della nuova bandiera proposta per l'Iraq sono state bruciate (vedi bandiera dell'Iraq). Non ci sono stati esempi del genere di bruciare le attuali bandiere nazionali irachene, nemmeno da parte di oppositori politici, poiché entrambe contengono le parole Allahu Akbar (Dio è grande), quindi questo sarebbe visto come un insulto religioso.[citazione necessaria]

### Irlanda
In Irlanda, secondo il Dipartimento di Taoiseach, "La bandiera nazionale non dovrebbe mai essere deturpata inserendo slogan, loghi, scritte o immagini di alcun tipo su di essa, ad esempio in occasione di eventi sportivi".

### Isole Faroe
Secondo la legge sulla bandiera faroese, la bandiera faroese, Merkið, non può essere profanata né con le parole né con i fatti.

### Israele
In Israele chi brucia deliberatamente una bandiera israeliana, o la bandiera di qualsiasi Paese alleato, rischia fino a tre anni di carcere.

### Italia
Il reato di vilipendio alla bandiera consiste in espressioni verbali o azioni fisiche che la legge considera ingiuriose nei confronti della bandiera nazionale (art. 292 c.p.) o di quella di uno Stato estero, a condizione che la bandiera italiana ivi goda di analoga tutela (art. 299 c.p. e art. 300 c.p.).
Chiunque pubblicamente e intenzionalmente distrugge, disperde, deteriora, rende inservibile o imbratta la bandiera nazionale o un altro emblema dello Stato è punito con la reclusione fino a due anni.
Agli effetti della legge penale per bandiera nazionale si intende la bandiera ufficiale dello Stato e ogni altra bandiera portante i colori nazionali.»
(Articolo 292 c.p., Vilipendio alla bandiera o ad altro emblema dello Stato)
(Articolo 299 c.p., Offesa alla bandiera o ad altro emblema di uno Stato estero)
(Articolo 300 c.p., Condizione di reciprocità)

### Malesia
Sebbene la Malesia non abbia una legislazione specifica in merito alla profanazione della bandiera, è possibile intraprendere un'azione legale contro coloro che mostrino mancanza di rispetto nei confronti della bandiera nazionale ai sensi del codice penale (legge 574), della legge sulla sedizione 1948 (legge 15) e degli emblemi e nomi (prevenzione del controllo dell'uso improprio) 1963 (legge 193).

### Messico
L'uso dei simboli nazionali (stemma, inno e bandiera nazionale) in Messico è protetto dalla legge. In Messico la profanazione della bandiera è illegale. Sebbene la pena non sia richiesta spesso e di solito non sia duratura, ci sono alcuni casi.

### Nuova Zelanda
In Nuova Zelanda, ai sensi del Flags, Emblems and Names Protection Act è illegale recare danno alla bandiera della Nuova Zelanda con l'intento di disonorarla.

### Norvegia
La profanazione di bandiere o di stemmi nazionali di paesi stranieri, prima del reclamo del divieto nel 2008, era precedentemente vietata secondo il codice penale civile generale.

### Perù
In Perù la legge non precisa la persecuzione per vilipendio alla bandiera, ma tali atti sono chiaramente in grado di provocare indignazione.

### Stati Uniti d'America

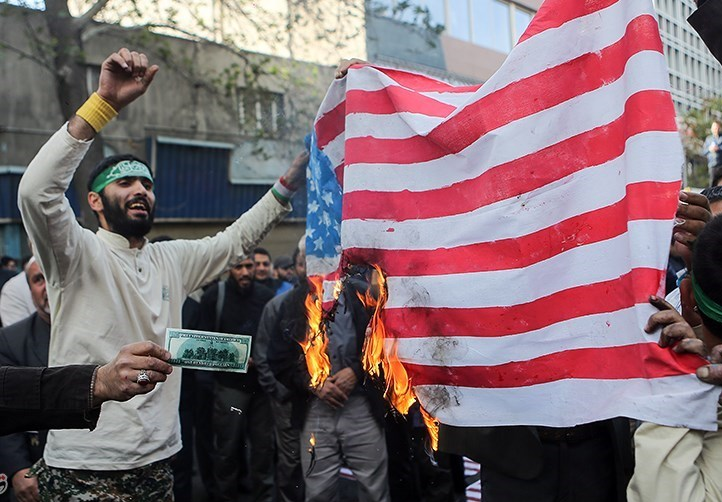
Iraniani a Teheran bruciano la bandiera degli Stati Uniti durante i festeggiamenti per l'anniversario della presa dell'ambasciata americana del 1979.

La Corte Suprema degli Stati Uniti ha stabilito che secondo il Primo Emendamento della Costituzione degli Stati Uniti, è incostituzionale che un governo (federale, statale o municipale) vieti la profanazione di una bandiera (Texas contro Johnson).